# Bokeh

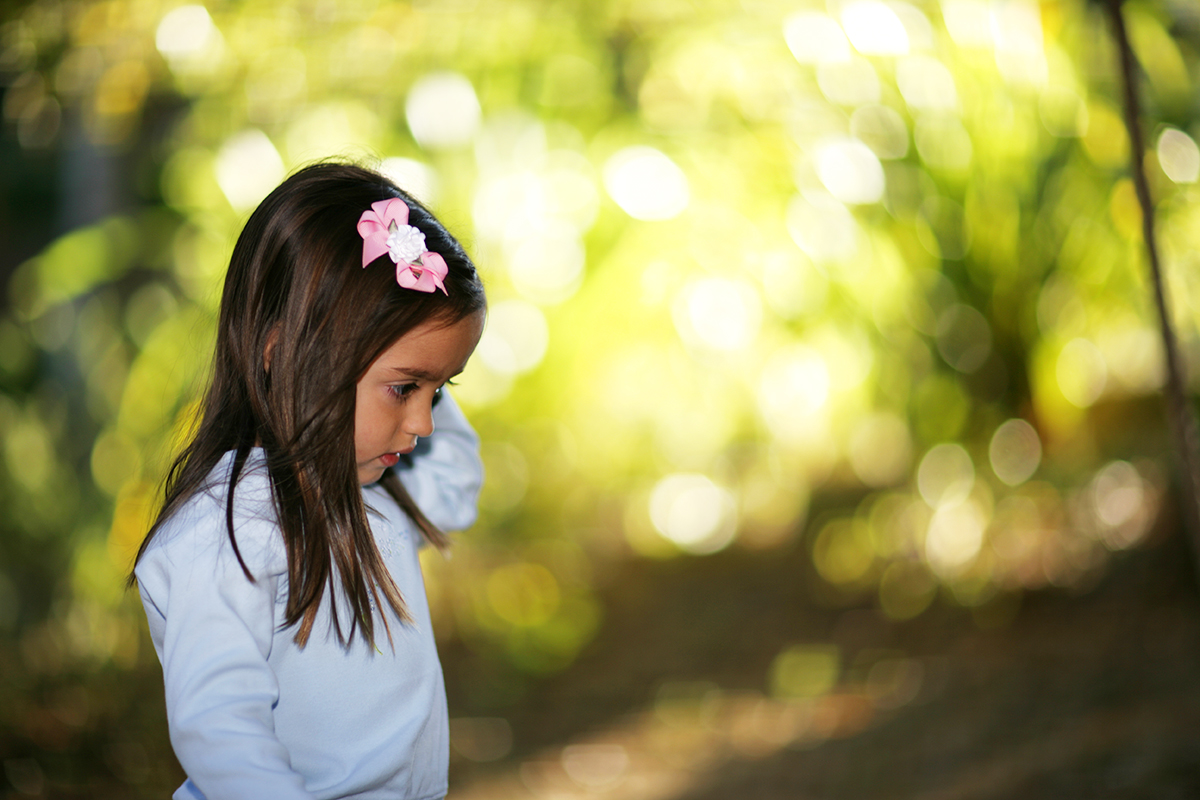
Bokeh in einem Foto mit Blende 1,2

Das Bokeh (deutsche Aussprache [boˈkeː]; von japanisch 暈け, auch ぼけ oder ボケ geschrieben, boke (gesprochen [boke]) „unscharf, verschwommen“) ist ein in der Fotografie verwendeter Begriff für die Qualität eines Unschärfebereichs. Unscharfe Gebiete eines Fotos (oder Films) werden von einem Objektiv durch Projektion auf eine Abbildungsebene (heute typischerweise einen Bildsensor) erzeugt. Sie sind durch die geometrischen Abbildungseigenschaften des Objektivs bedingt. Das Auge sieht bei der unmittelbaren Betrachtung des aufgenommenen Objekts die Unschärfen anders. Bokeh versucht, die meist subjektive ästhetische Qualität dieser objektivabhängigen Unschärfen zu kennzeichnen; dabei geht es nicht nur um den Grad der Unschärfe, sondern auch darum, wie die Unschärfebereiche aussehen, etwa wie Ringe oder Kreise.

## Details
Bei der Fotografie bestimmter Motive wird der Hintergrund gerne bewusst unscharf gehalten, um die Ablenkung des Betrachters vom Hauptmotiv zu mindern und um eine plastische Wirkung der Aufnahme zu bewirken. Je nach benutztem Objektiv bilden sich hierbei in den Bereichen, die außerhalb des Schärfepunkts liegen, helle Lichtphänomene, die die Form von Ringen, Kreisen, Ellipsen usw. aufweisen.
Das Bokeh kann zwischen unscharfem Vordergrund und unscharfem Hintergrund deutlich verschieden ausfallen. Häufig geht eine angenehme Wiedergabe des Hintergrunds mit einer unschönen des Vordergrunds einher und umgekehrt.
Bokeh ist eine ausgesprochen subjektive Qualität, die schwer zu messen ist und kontrovers diskutiert wird. Viele Fotografen greifen mit einiger Erfahrung subjektiv zu Objektiven mit gutem Bokeh, ohne sich darüber klar zu werden, warum genau sie einem bestimmten Objektiv gegenüber einem von den fotografischen Eckwerten her ansonsten gleichwertigen Objektiv den Vorzug geben, „es macht einfach die schöneren Bilder“. Außerhalb von Fachkreisen ist die Diskussion über gutes oder schlechtes Bokeh erst seit Mitte der 1990er Jahre entbrannt und noch lange nicht abgeschlossen.

## Einflüsse der Konstruktion auf das Bokeh

Zerstreuungskreis

Die Eigenschaften des Bokeh werden maßgeblich durch das Aussehen des Zerstreuungskreises bestimmt. In unscharfen Bereichen wird jeder Punkt des Lichtes scheibenförmig und nimmt die Form der Blende bzw. der Eintrittspupille des Objektivs an. Bei einigen Objektiven wird diese „Scheibe“ gleichmäßig erleuchtet, bei anderen ist sie in der Nähe des Bildrandes oder im Bildzentrum heller, wobei ringförmige Helligkeitsverläufe eher unruhig wirken.
Die Eigenschaften, die ein Objektiv dazu veranlassen, ein angenehmes Bokeh zu produzieren, konnten bisher nicht eindeutig bestimmt werden.
Die Anzahl oder Form der Blendenlamellen zum Beispiel ist für sich allein ein sehr unsicheres Indiz für ein als natürlich empfundenes, nebliges statt harsches Bokeh, obwohl ein kreisrundes Blendenbild (ohne Zacken) in der Regel als weniger auffällig gilt. Viele Hersteller statten die Irisblenden der Objektive mit mindestens sieben, oft auch neun oder zehn Lamellen aus und geben diesen eine spezielle Kontur, so dass die Pupille bei allen Blendeneinstellungen der Kreisform möglichst nahekommt. Klassische Linsen der 1960er oder 1950er Jahre (z. B. Meyer-Optik Trioplan, Zeiss, ISCO, Pieker Berlin) erfahren aufgrund ihrer speziellen Bokehs und der bis zu 19 Blendenlamellen besondere Wertschätzung, teils werden sie auch wieder produziert.
Allgemein tendieren Zoomobjektive eher dazu, ein schlechtes Bokeh zu produzieren, ebenso wie – bezogen auf die Brennweite – eher kurz gebaute sogenannte Teleobjektive gegenüber klassischen Fernobjektiven, deren Baulänge in etwa der Brennweite entsprach. Das ist jedoch nicht immer der Fall, und es gibt auch in Bezug auf Bokeh ganz hervorragende Zoomobjektive. Viele Fotografen empfinden auch das Bokeh alter, optisch eher einfach aufgebauter Objektive als vorteilhaft, wenn das auch mit dem Verlust anderer erstrebenswerter Eigenschaften wie Schärfe oder Kontrast einhergeht.
Bestimmte optische Grundkonstruktionen im Objektivbau scheinen eher als andere zu gutem (Sonnar) oder schlechtem Bokeh (Tessar) zu neigen, doch gibt es auch Beispiele für Tessare mit akzeptablem Bokeh und Sonnare, die das offenbar vorhandene Potential nicht ausreizen.

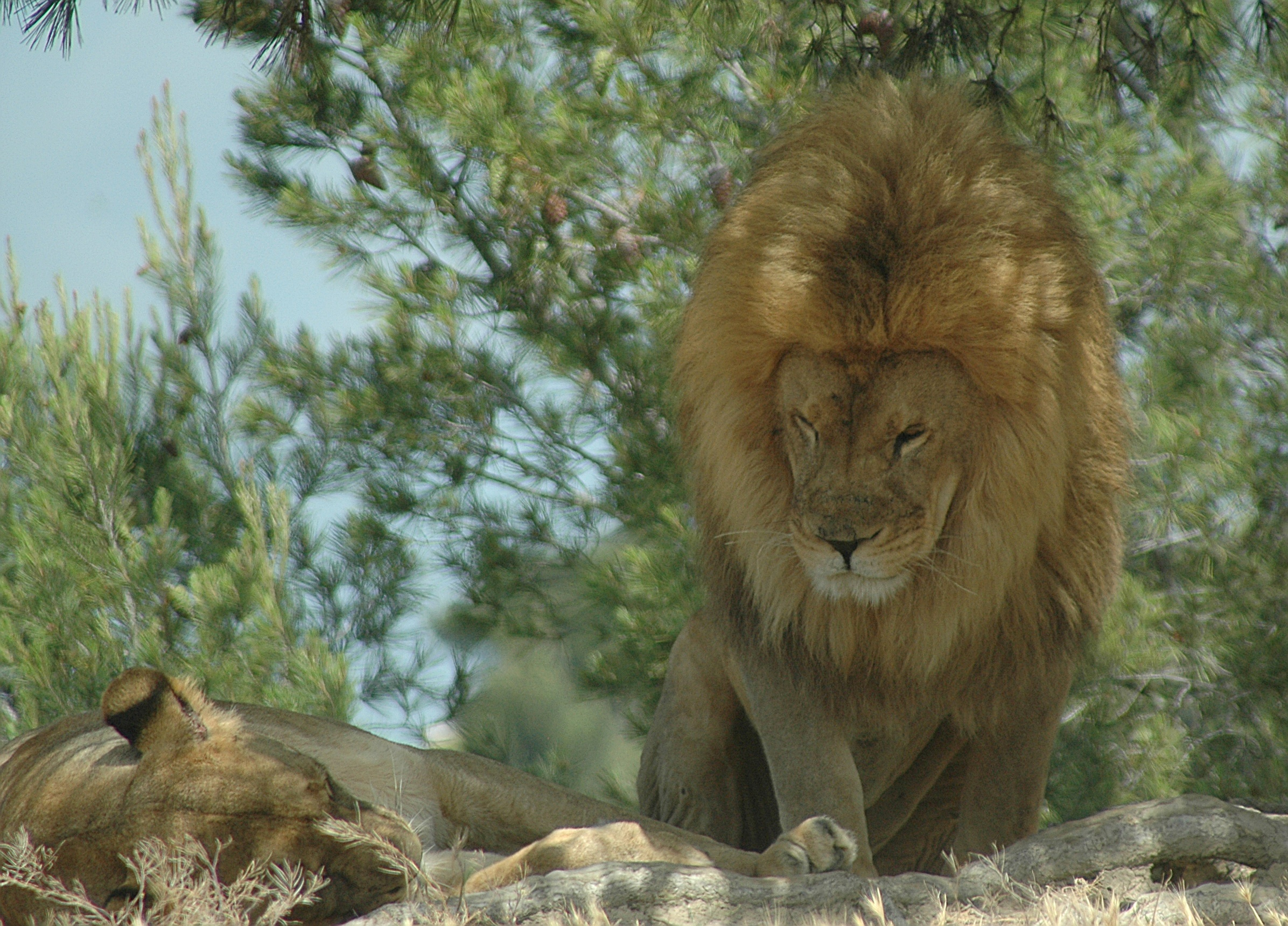
Unruhiges Bokeh mit Doppelkonturen in den Unschärfebereichen

Verschiedene Hersteller verfolgten bis vor einigen Jahren auch ganz unterschiedliche Optimierungsziele beim Objektivdesign, was ebenfalls Auswirkungen auf das Bokeh hatte. Traditionell wird z. B. vielen Nikon- und Canon-Objektiven ein eher unruhiges Bokeh nachgesagt; insbesondere Nikon-Objektive wurden schon früh auf extreme Schärfe optimiert, was einem ausgewogenen Bokeh meist abträglich ist. Minoltas Designphilosophie lag in bestmöglicher Ausgewogenheit von Farbe und Kontrast über das gesamte Objektivprogramm hinweg. Bei Leica (und später auch bei Minolta) lag das Augenmerk auf einer optimalen Balance zwischen Mikrokontrast und allgemeinem Kontrast (d. h. höchste MTF-Werte für 60 lp/mm und (nur) gute für den wichtigen Bereich von 10–30 lp/mm), was der Abbildung durch die Wiedergabe feinster Oberflächenstrukturen bei ansonsten eher weicher Darstellung eine gewisse Dreidimensionalität verleiht und zu sogenannten liquid colors verhilft – und eben häufig auch zu einem sehr angenehmen Bokeh, für das viele Leica- und Minolta-Objektive berühmt sind. Zeiss-Objektive wurden, zum Teil auf Kosten von Kontrast und neutraler Farbwiedergabe, auf einen möglichst gleichmäßig hohen MTF-Wert bis zum Rand und einen bestimmten von Brennweite und Einsatzzweck abhängigen „Knickpunkt“ an Linienpaaren/Millimeter hin optimiert.
Seit etwa Anfang der 1990er Jahre finden diese übergreifenden Designideen bei den meisten Herstellern jedoch weniger konsequente Anwendung, ein spezieller Look lässt sich zum Teil kaum noch ausmachen, was auch daran liegt, dass für die Digitalfotografie andere Anforderungen an ein Objektiv gestellt werden und einige negative Effekte in Kauf genommen werden können, da sie sich auch mittels elektronischer Bildverarbeitung zuverlässig korrigieren lassen. So gibt es inzwischen bei allen Herstellern Objektive mit eher durchschnittlichem Bokeh, andererseits aber auch im Hinblick auf besonders schönes Bokeh optimierte Objektive.
Ein angenehmes Bokeh ist besonders wichtig für lichtstarke Objektive, da sie bei der größten Blendenöffnung eine besonders geringe Schärfentiefe aufweisen. Bokeh ist auch wichtig für Porträtobjektive (mittlere Teleobjektive), da der Fotograf häufig bewusst eine geringe Schärfentiefe anstrebt, um den Bildhintergrund in Unschärfe verschwimmen zu lassen und das porträtierte Motiv hervorzuheben.

## Spezielle Konstruktionen
Einige Objektive werden speziell konzipiert, um besonders ansprechende Unschärfezonen zu erzeugen, die die Gesamtqualität eines Bildes verbessern können.
Die Porträtobjektive STF 2,8/135 mm [T4,5] von Minolta/Sony, Laowa STF 105 mm f/2.0 von Venus und Fujinon XF56 mm f/1.2 R APD von Fujifilm verwenden Apodisationsfilter in der Nähe einer zweiten kreisrunden Blende, um eine ideale Gaußsche Helligkeitsverteilung innerhalb der kreisrunden Zerstreuungskreise zu erzeugen, was ein gutes Bokeh sowohl vor als auch hinter der Schärfeebene und gleichzeitig einen besonders harmonischen Übergang zwischen dem Bereich der Schärfe und dem der Unschärfe verspricht. Damit wird ein Verlauf der Schärfentiefe bewirkt, der mit dem Verlauf herkömmlicher Objektive nicht vergleichbar ist. Minolta/Sony nennt sein Objektiv Smooth Trans Focus. Der Effekt verstärkt sich mit der Blendenöffnung. Es handelt sich beim STF nicht, wie oft vermutet wird, um ein Weichzeichner-Objektiv – das Objektiv gilt sogar als sehr scharf. Der Nachteil des STF-Objektivs ist der hohe Lichtverlust durch den Apodisationsfilter von bis zu 1,5 Blenden. Der entsprechende Lichtverlust fällt beim lichtstärkeren Fujinon-Objektiv möglicherweise weniger ins Gewicht.
Von Nikon gibt es die zwei Defocus-Control-Porträtobjektive Nikon DC 2,0/105 mm und DC 2,0/135 mm mit variabel einstellbarer sphärischer Über- bzw. Unterkorrektur. Auf diese Weise lässt sich wahlweise der Hintergrund oder der Vordergrund in Bezug auf das Bokeh optimieren (aber nicht beide gleichzeitig), wobei das Bokeh am jeweils anderen Ende darunter leidet.
Ebenfalls ein sehr spezielles (nicht notwendigerweise gutes) Bokeh erzeugen Weichzeichner-Objektive mit Siebblenden wie die historische Rodenstock(-Tiefenbildner) Imagon-Objektivbaureihe (und ähnliche Konstruktionen von Fuji und Sima) oder das Seiboldsche Dreamagon mit Spaltsegmentblende.

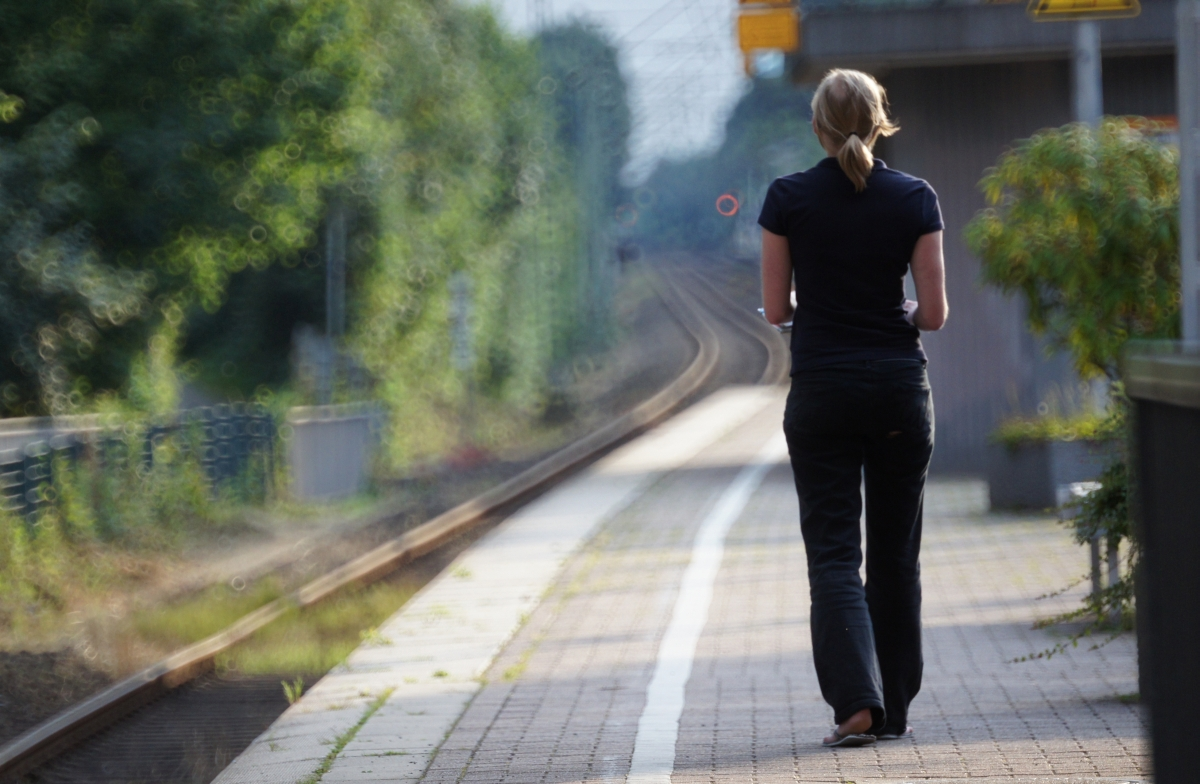
Ringförmige Unschärfekreise und Doppelkonturen bei einem Spiegellinsenobjektiv

Ein besonders auffälliges Bokeh produzieren Spiegellinsenobjektive. Durch die Verwendung eines Fangspiegels im Strahlengang werden unscharfe Punkte nicht als Scheibchen, sondern als Ring (Donut) abgebildet. Mit diesem Objektivtyp werden deshalb Vorder- und Hintergrund unangenehm unruhig wiedergegeben; lange schmale Objekte erscheinen dadurch häufig mit einer Doppelkontur. Sofern man diese Ringstrukturen nicht vorteilhaft bildgebend in die Gestaltung einbeziehen kann, verwendet man Spiegellinsenobjektive deshalb auch überwiegend für Aufnahmen weit entfernter Motive (ohne sichtbaren Vordergrund) oder mit möglichst gleichmäßigem Hintergrund (z. B. für Makroaufnahmen). Innerhalb dieser Randbedingungen gelingen natürlich auch mit anderen Objektiven, die durch weniger schönes Bokeh auffallen, hervorragende Aufnahmen.

## Bildbeispiele
In den vier nachfolgenden Bildern wurde dasselbe Objekt fotografiert. Die Bilder 1 und 2 mit einem Spiegellinsenobjektiv und die Bilder 3 und 4 mit einem hochwertigen Linsenobjektiv. Bei den Bildern 1 und 3 wurde auf den Vordergrund (Forsythien) fokussiert, bei den Bildern 2 und 4 auf den jeweiligen Hintergrund. Die Bilder 5 und 6 zeigen, wie ein mit Methoden der digitalen Bildverarbeitung nachträglich erzeugtes Bokeh aussehen kann.

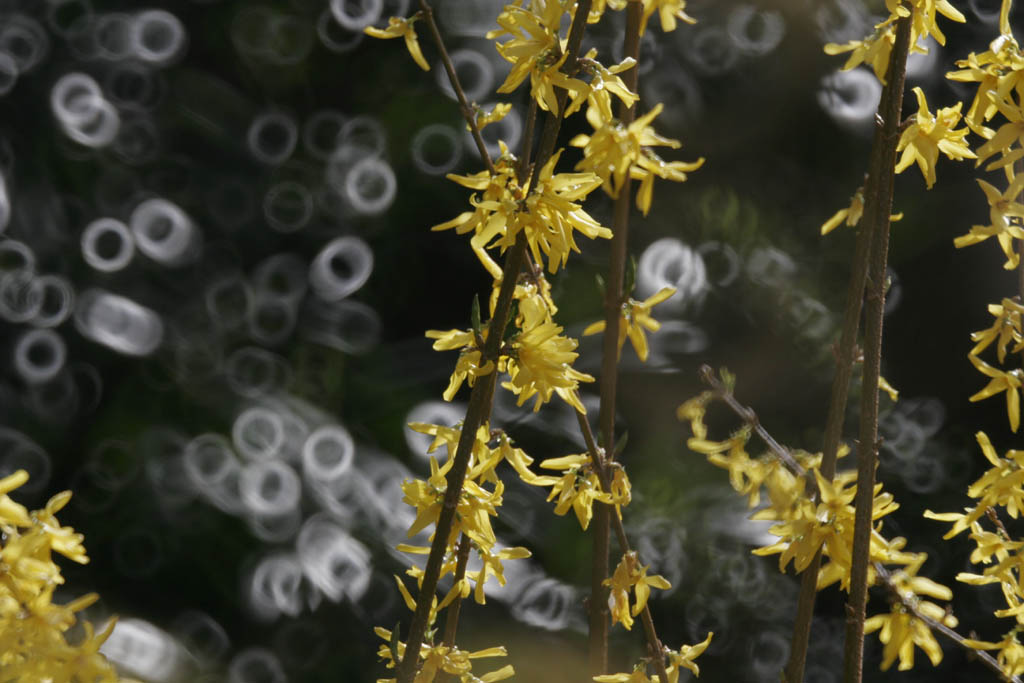
Bild 1: Bokeh bei Verwendung eines Spiegellinsenobjektives (Fokus auf Vordergrund)
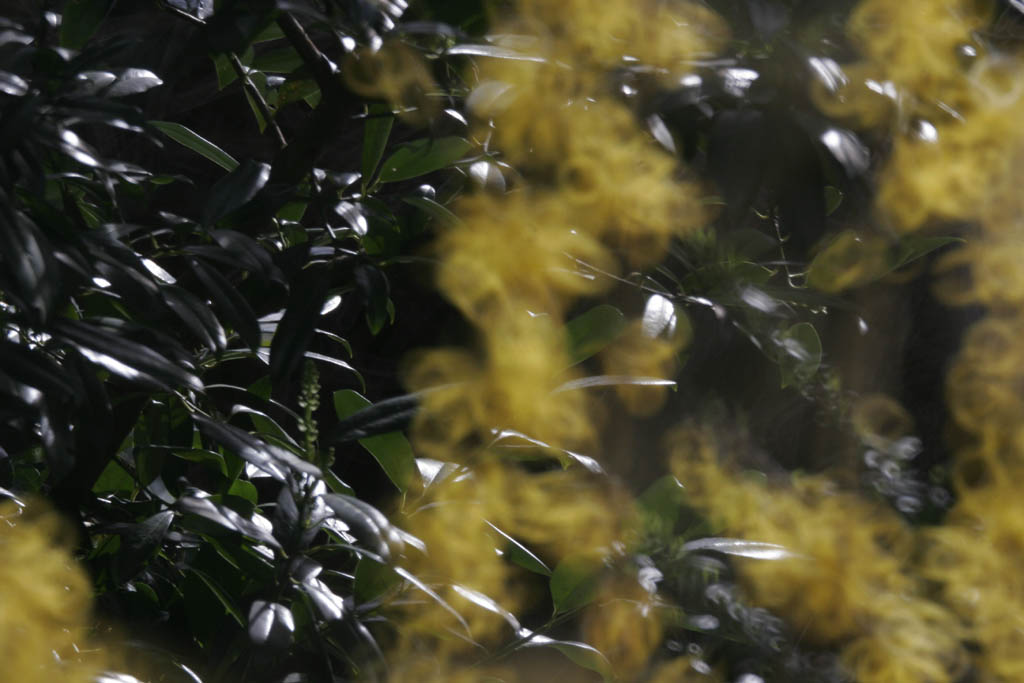
Bild 2: Bokeh bei Verwendung eines Spiegellinsenobjektives (Fokus auf Hintergrund)
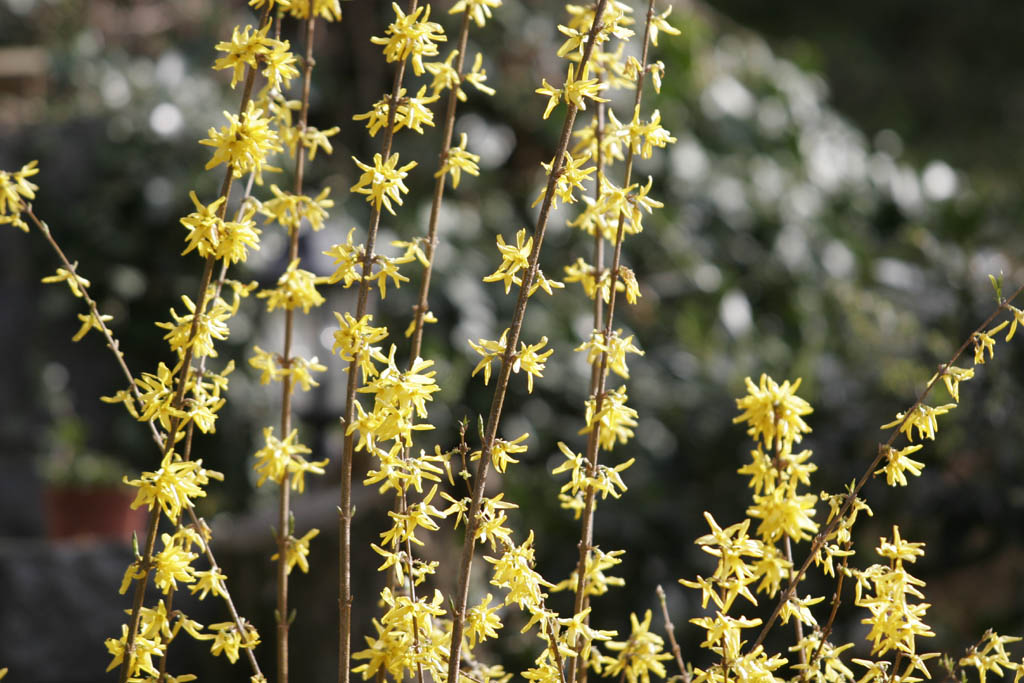
Bild 3: Bokeh bei Verwendung einer Linsenoptik (Fokus auf Vordergrund)
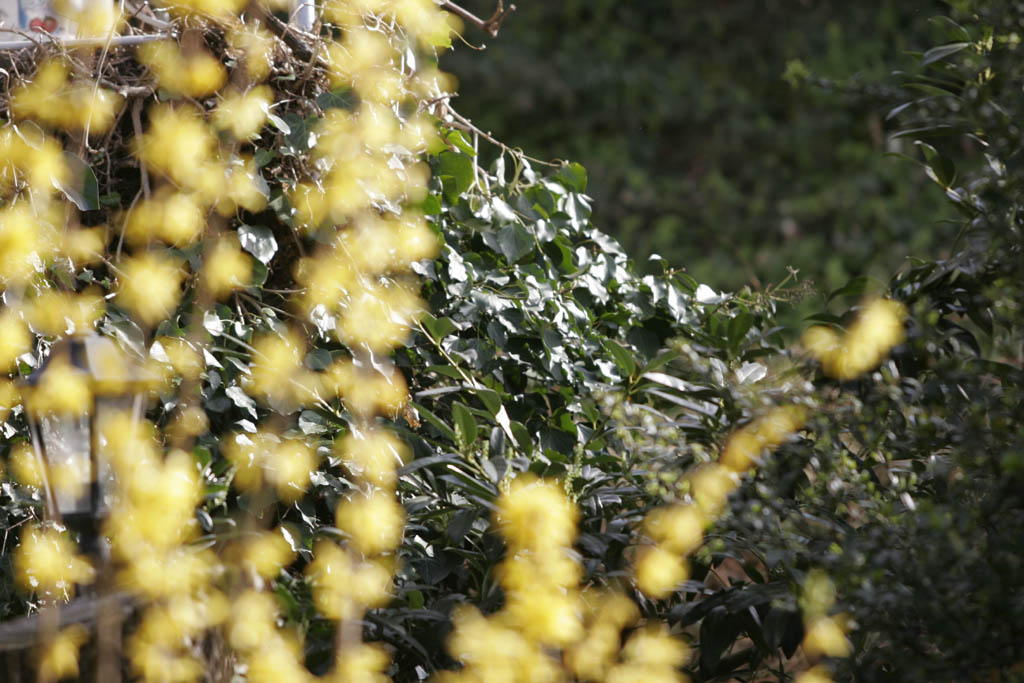
Bild 4: Bokeh bei Verwendung einer Linsenoptik (Fokus auf Hintergrund)
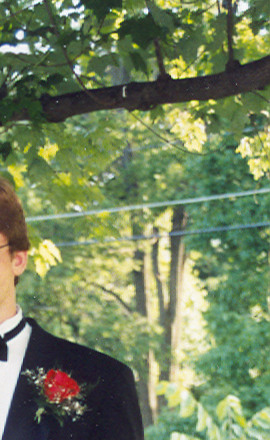
Bild 5: Bild mit nur teilweise unscharfem Hintergrund
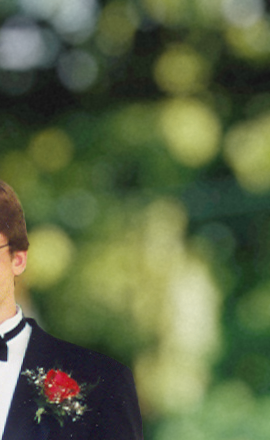
Bild 6: Bild mit durch Bildbearbeitung nachträglich erzeugter Unschärfe